# Xã Kimmel, Quận Bedford, Pennsylvania
Xã Kimmel (tiếng Anh: Kimmel Township) là một xã thuộc quận Bedford, tiểu bang Pennsylvania, Hoa Kỳ. Năm 2010, dân số của xã này là 1.616 người.